# Baronia que fou d'en Guillem d'Entença
Baronia que fou d'en Guillem d'Entença és el nom amb què es va conèixer inicialment una senyoria que l'any 1313 Guillem d'Entença havia cedit en convinença al rei Jaume II, que es va fer efectiva el 1321 en morir Guillem. Estava formada per diferents territoris de les actuals comarques del Priorat, el Baix Camp i la Ribera d'Ebre, que havien passat per mans dels llinatges Castellvell i Entença des que van ser conquerides pel comtat de Barcelona al segle xii. Cal no confondre aquesta baronia amb la baronia d'Entença que van posseir altres branques de la família Entença al llarg dels segles. Amb el pas del temps, el nom que va restar a la documentació va ser simplement "baronia d'Entença".

## Evolució
L'antiga baronia només va romandre tres anys sota la senyoria directa del rei. El 1324 es va fer evident que la seva adquisició havia format part de la política del rei Jaume II de recollir antigues senyories per usar-les com a patrimoni per als seus fills no hereus.
Per això, el 6 de maig de 1324 Jaume II va atorgar un document pel qual creava una senyoria, anomenada comtat de les Muntanyes de Prades, que estava formada. entre d'altres, pels llocs de Prades, Vilanova de Prades, Ulldemolins, Albarca, Cornudella, Siurana, Arbolí, Vilaplana, la Mussara, Mont-ral, la Riba, Farena, Capafonts, la Febró, l'Aleixar i Maspujols, a més de part de la jurisdicció dels territoris eclesiàstics de Bonrepòs, Escaladei (Torroja del Priorat, Gratallops, Poboleda, la Morera, Porrera i la Vilella Alta), Poblet (el Vilosell, la Pobla de Cérvoles i Vallclara) i d'una part del bisbat de Tortosa (baronia de Cabassers, amb les viles de la Bisbal de Falset, Margalef, Cabassers, la Vilella Baixa i la Figuera).
A aquest comtat hi afegia "la baronia que fonch del noble en Guillem d'Entença". Totes dues senyories juntes, les va cedir al seu fill Ramon Berenguer. Aquest rebia l'alta i la baixa jurisdicció, el mer i mixt imperi, mentre que el rei es reservava el superior domini.
Des d'aquest moment fins a la fi del règim senyorial al segle xix, la sort d'ambdues senyories aniria sempre unida i es van anomenar genèricament comtat de les Muntanyes de Prades i baronia d'Entença. Van estar primer en mans dels descendents de Jaume II (els infants Ramon Berenguer i Pere) i els descendents d'aquest últim. Al segle xv va unir-se a les senyories dels Cardona i, al segle xvii, al ducat de Medinaceli, motiu pel qual la documentació generada pel comtat i baronia es conserva a l'Archivo Ducal de la Casa de Medinaceli, amb una còpia dipositada al monestir de Poblet.

## Territoris
En el moment en què va arribar a mans de Jaume II, la baronia estava formada pels castells i viles d'Altafalla, Falset, Móra d'Ebre i Tivissa. En canvi, els castells i llocs de Marçà, Garcia i Pratdip van quedar-ne fora perquè Guillem se les havia reservat. No va ser fins uns anys després, quan la baronia ja s'havia integrat amb el comtat de les Muntanyes de Prades i ja estava en mans del comte Pere, que Garcia va ser venut, el comte el va comprar per dret de fadiga i el va integrar a la baronia. Pel que fa a Marçà i Pratdip, en els primers anys el domini útil estava en mans dels marmessors de Guillem d'Entença, mentre que el rei (i, després, el comte Ramon Berenguer) només en tenien el domini directe.
En temps de l'infant Pere, la capital del comtat i baronia es va situar a Falset (on probablement va néixer la seva filla Elionor, reina de Xipre). El castell va ser convertit en residència del comte i la seva cort, i s'hi va instal·lar la cancelleria comtal, creada a imatge de la cancelleria reial. Gairebé amb seguretat, a dins del castell s'hi va instal·lar la Casa de les Mines, que centralitzava el control de la plata que s'explotava a les mines dels actuals termes de Bellmunt i Falset.
Però el comte Joan, successor del seu pare, va donar més importància a Móra d'Ebre. Més endavant, l'amplitud dels interessos dels comtes (ja vinculats als llinatges Cardona i Medinaceli) va situar la seva vida quotidiana lluny d'aquest territori.